# Quinlan (Texas)
Pour les articles homonymes, voir Quinlan.
Quinlan est une ville située au sud du comté de Hunt au Texas, aux États-Unis,. La ville est fondée vers 1892.

## Démographie
Lors du recensement de 2010, la ville comptait une population de 1 394 habitants. Elle est estimée, en 2018, à 1 526 habitants.

### Source de la traduction
- (en) Cet article est partiellement ou en totalité issu de l’article de Wikipédia en anglais intitulé « Quinlan, Texas » (voir la liste des auteurs).